# 阿雷尼堡
阿雷尼堡，是西班牙加泰罗尼亚巴塞罗那省的一个市镇。总面积25平方公里，总人口58人（2001年），人口密度2人/平方公里。